# HD168913
HD168913 — хімічно пекулярна зоря спектрального класу A3, що має  видиму зоряну величину в смузі V приблизно  5,6.
Вона  розташована на відстані близько 187,9 світлових років від Сонця
і наближається до нас зі швидкістю близько 24 км/сек.
Цей об'єкт є спектрально-подвійною зорею.

## Фізичні характеристики
Зоря HD168913 обертається 
порівняно повільно 
навколо своєї осі. Проєкція її екваторіальної швидкості на промінь зору становить  Vsin(i)= 31км/сек.